# Pardosa valens
Pardosa valens är en spindelart som beskrevs av Barnes 1959. Pardosa valens ingår i släktet Pardosa och familjen vargspindlar. Inga underarter finns listade i Catalogue of Life.